# South Thomaston
South Thomaston es un pueblo ubicado en el condado de Knox en el estado estadounidense de Maine. En el Censo de 2010 tenía una población de 1.558 habitantes y una densidad poblacional de 33,48 personas por km².

## Geografía
South Thomaston se encuentra ubicado en las coordenadas 44°2′18″N 69°8′4″O / 44.03833, -69.13444. Según la Oficina del Censo de los Estados Unidos, South Thomaston tiene una superficie total de 46.54 km², de la cual 29.63 km² corresponden a tierra firme y (36.32%) 16.9 km² es agua.

## Demografía
Según el censo de 2010, había 1.558 personas residiendo en South Thomaston. La densidad de población era de 33,48 hab./km². De los 1.558 habitantes, South Thomaston estaba compuesto por el 96.79% blancos, el 0.26% eran afroamericanos, el 0.45% eran amerindios, el 0.77% eran asiáticos, el 0% eran isleños del Pacífico, el 0.06% eran de otras razas y el 1.67% pertenecían a dos o más razas. Del total de la población el 0.64% eran hispanos o latinos de cualquier raza.